# エネル・バレンシア
エネル・レンベルト・バレンシア・ラストラ（Enner Remberto Valencia Lastra, 1989年11月4日 - ）は、エクアドル・エスメラルダス県のサンロレンソ出身のサッカー選手。SCインテルナシオナル所属。エクアドル代表。ポジションはFW。エクアドル代表の歴代最多得点者。

## 経歴

### 初期
2008年にCSエメレクのトライアルを受けて加入した。2011年はリーグ戦30試合に出場して9得点を記録した。
2013年よりリーガMXのCFパチューカに移籍した。

### ウェストハム

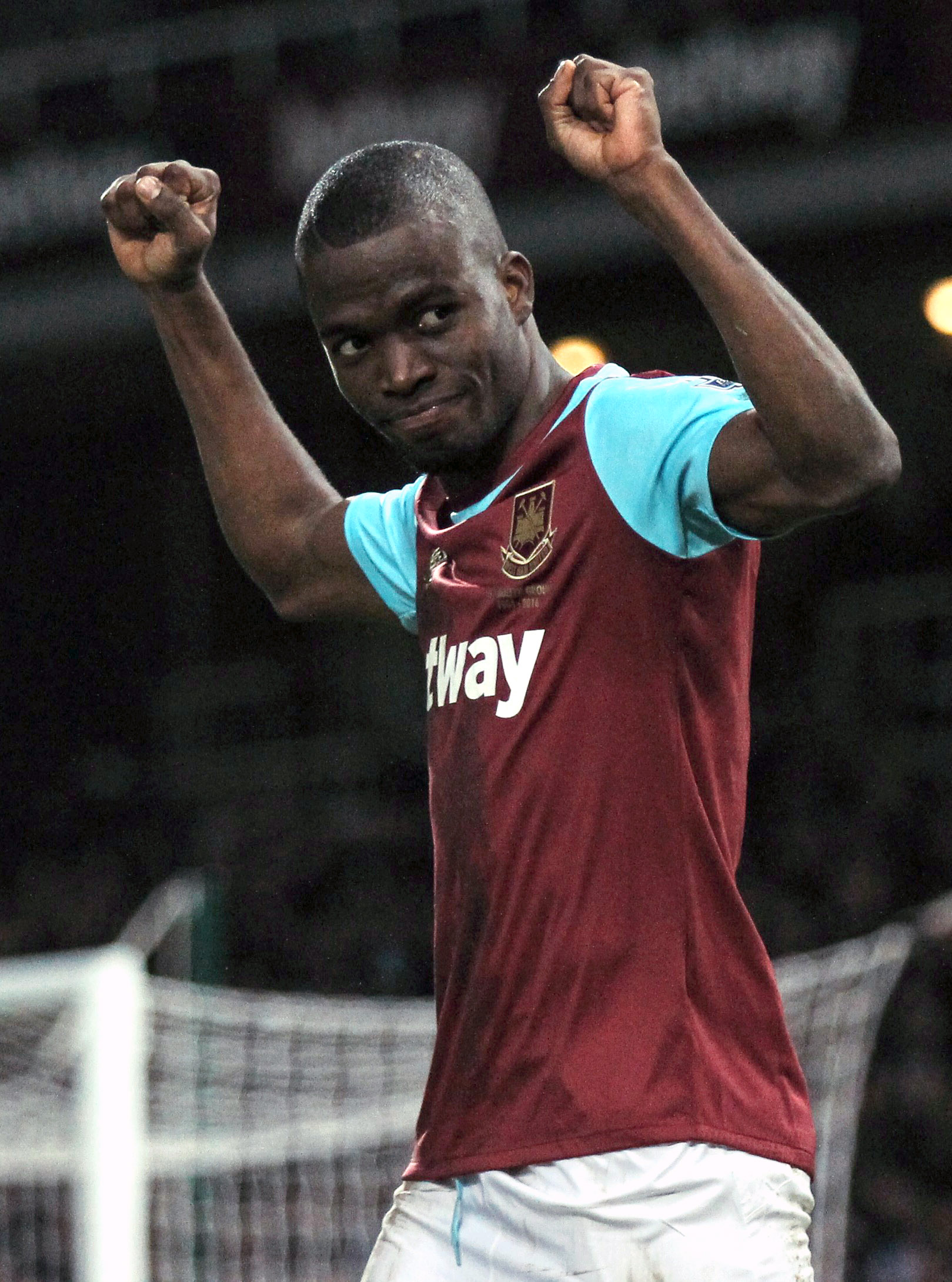
ウェストハムでのバレンシア（2016年）

2014年7月29日、パチューカでの活躍を受けてプレミアリーグのウェストハム・ユナイテッドFCと5年1200万ユーロの契約を結んだ。2014-15シーズンの2014年9月15日のハル・シティAFC戦で初得点を記録するなど、リーグ戦32試合で4得点を記録した。
2015-16シーズンは怪我の影響で20週間離脱するも、2016年1月12日のAFCボーンマス戦でシーズン初得点を含む2得点を挙げるなど、リーグ戦19試合で4得点を記録した。
2016-17シーズンの2016年8月31日、エヴァートンFCに1年間の期限付き移籍をした。同シーズン中には娘の養育費の未払いが原因で逮捕状が出されたが、代表での試合を利用して逃亡を図ったことなどが報じられた。

### フェネルバフチェ
2020年8月28日、フェネルバフチェSKに加入した。

### インテルナシオナル
2023年6月12日、SCインテルナシオナルと3年契約を結んだ。

### 代表
2021年10月7日、アグスティン・デルガドの持っていた代表通算歴代最多得点記録の31を更新した。2022 FIFAワールドカップのカタールとの開幕戦で、大会第1号を含む2得点を記録し、ワールドカップで自身の通算5得点目となった。

## 代表歴

### 出場大会
- 2014 FIFAワールドカップ
- コパ・アメリカ2015
- コパ・アメリカ・センテナリオ
- コパ・アメリカ2019
- コパ・アメリカ2021
- 2022 FIFAワールドカップ キャプテン

### 試合数
- 国際Aマッチ 83試合 40得点（2012年-）[15]

| エクアドル代表 | 国際Aマッチ | 国際Aマッチ |
| 年             | 出場        | 得点        |
| -------------- | ----------- | ----------- |
| 2012           | 1           | 0           |
| 2013           | 6           | 1           |
| 2014           | 10          | 10          |
| 2015           | 5           | 2           |
| 2016           | 12          | 6           |
| 2017           | 7           | 2           |
| 2018           | 5           | 6           |
| 2019           | 8           | 4           |
| 2020           | 2           | 0           |
| 2021           | 11          | 3           |
| 2022           | 10          | 4           |
| 2023           | 6           | 2           |
| 2024           |             |             |
| 通算           | 83          | 40          |

## タイトル
エメレク
- エクアドル・セリエA: 2013[16][17]

UANLティグレス
- リーガMX: アペルトゥーラ2017, クラウスーラ2019
- カンペオネスカップ: 2018

フェネルバフチェ
- テュルキエ・クパス: 2022-23